# Cavallí
Cavallí o equí és la ramaderia feta amb cavalls.
Actualment els cavalls es crien per al lleure, per a cavalls de carreres, determinats treballs forestals o per la carn principalment la del poltre.
Les races de cavalls que es dediquen a obtenir cadascun d'aquests productes o finalitats estan molt especialitzades, algunes d'elles com les de cavall de tir per exemple la raça bretona perxeró han tingut una gran regressió en desaparèixer la finalitat a la que estaven dedicats.
A les comarques del Pirineu de Catalunya com la Cerdanya la cria de cavalls per a la carn té encara certa importància.